# Mew (Pokémon)
Mew (ミュウ Myū?) este una dintre speciile ficționale de creaturi de la Nintendo și Game Freak care apar în franciza media Pokémon creată de Satoshi Tajiri. Mew este un Pokemon mitic mic, roz, de tip psihic. A fost adăugat la Pokemon Red and Blue de către creatorul său, programatorul Game Freak Shigeki Morimoto, ca personaj secret. Ca atare, prezența sa a fost înconjurată de zvonuri și mituri, care au contribuit la succesul francizei Pokémon. De ani de zile, Mew nu putea fi obținut în mod legitim în jocuri, cu excepția evenimentelor de distribuție Pokémon.
Primul film al lui Mew a fost în Pokémon: The First Movie primul film ca personaj principal alături de Mewtwo. Filmul a arătat că o genă fosilizată Mew, găsită în jungla Guyana de o echipă de oameni de știință, a fost folosită pentru a crea Mewtwo, o clonă Mew îmbunătățită genetic. Mew a apărut mai târziu în Pokémon: Lucario and the Mystery of Mew  ca personaj principal alături de Lucario; backstory-ul filmului se învârte în jurul istoriei misterioase a lui Mew și cum a ajuns să fie atât de puternic. Pokémon: The Mastermind of Mirage Pokémon a avut o versiune de miraj a Mew care apare ca personaj principal în filmul care l-a ajutat pe Ash și pe prietenii săi să încerce să-l învingă pe Mirage Master.

## Legături externe
- Mew at Bulbapedia
- Mew on Pokemon.com